# 12432 Usuda
12432 Usuda (tên chỉ định: 1996 AR1) là một tiểu hành tinh vành đai chính. Nó được phát hiện bởi Naoto Sato và Takeshi Urata ở Đài thiên văn Chichibu ngày 12 tháng 1 năm 1996. Nó được đặt theo tên Trung tâm không gian sâu Usuda ở Saku, Nagano Prefecture, Nhật Bản.